# Kitaviridae
Famille
Genres de rang inférieur
- Blunervirus
- Cilevirus
- Higrevirus

Les Kitaviridae sont une famille de virus de l'ordre des Martellivirales, qui comprend trois genres et 5 espèces. Ce sont des virus à ARN linéaire à simple brin à polarité positive, qui infectent des plantes (phytovirus). La famille est rattachée au  groupe IV de la classification Baltimore.

## Étymologie
Le nom de la famille, « Kitaviridae », est un hommage à Elliot Watanabe Kitajima,  virologue et microscopiste électronique éminent qui a largement contribué à la proposition de création de cette nouvelle famille de virus. Le nom retenu comprend la première partie du nom de famille de ce virologue (Kitajima), suivie du suffixe « -viridae » qui caractérise les noms de familles de virus.

## Liste des genres et espèces
Selon NCBI (21 décembre 2020) :
- Blunervirus
  - Blueberry necrotic ring blotch virus
  - Tea plant necrotic ring blotch virus
- Cilevirus
  - Citrus leprosis virus C (agent de la léprose des agrumes)
  - Citrus leprosis virus C2
- Higrevirus
  - Hibiscus green spot virus 2